# Luc Brunschwig
Pour les articles homonymes, voir Brunschwig.
Luc Brunschwig est un scénariste de bandes dessinées français, né le 3 septembre 1967 à Belfort.

## Biographie
Après avoir vécu à Obernai en Alsace, Luc Brunschwig s'installe en Touraine. Il a débuté dans une agence de publicité. Ses influences sont Alan Moore et Frank Miller, ainsi que Joseph Michael Straczynski et Peter Milligan ; il a exercé comme directeur éditorial pour Futuropolis.
Sa première série est Le Pouvoir des innocents, dessinée par Laurent Hirn et publiée à partir de 1992. La série initiale comprend cinq volumes, publiés jusqu'en 2001. Un second cycle, Car l'enfer est ici, est publié entre 2011 et 2018, avec les dessinateurs David Nouhaud, Laurent Hirn et Thomas Priou. Il s'agit d'un « thriller politico-socio-humaniste », dont la qualité obtient un accueil positif sur BD Gest. Un troisième cycle, Les enfants de Jessica, est publié en 2011-2012, toujours avec Laurent Hirnt.
En parallèle, le scénariste collabore avec le dessinateur Laurent Cagniat pour publier Vauriens, récit d'aventure qui compte trois volumes, entre 1995 et 2002. L'Esprit de Warren, thriller policier avec le dessinateur Servain (Stéphane Servais), connaît quatre tomes entre 1996 et 2005. Urban Games, album de science-fiction avec un dessin de Jean-Christophe Raufflet, paraît en 1999. Avec Vincent Bailly au dessin, Brunschwig publie deux volumes d'Angus Powderhill, série d'heroic fantasy (2001-2003). Une collaboration avec Olivier Neuray aboutit à la série policière Makabi, qui comprend quatre volumes, publiés entre 2002 et 2007. Avec son frère Yves et Sylvain Runberg, Luc Brunschwig co-scénarise Les Nouvelles Aventures de Mic Mac Adam sur un dessin de Benn : cinq volumes paraissent entre 2001 et 2007. Le scénariste reprend une collaboration avec Laurent Hirn pour Le Sourire du clown, trilogie publiée entre 2005 et 2009. Il crée par ailleurs Après la guerre, avec les dessinateurs Étienne Le Roux et Freddy Martin : trois volumes sont publiés en 2006-2007 mais la série est ensuite abandonnée. Adaptant les œuvres d'Arthur Conan Doyle sur Sherlock Holmes, Brunschwig entreprend l'écriture de quatre volumes de Holmes (1854/†1891?), avec un dessin de Cécil. La collaboration avec Étienne Le Roux reprend pour La mémoire dans les poches, en trois volumes (2006-2017), qui reçoit un accueil critique favorable sur BD Gest. Pour Brunschwig, cette narration a réveillé des souvenirs pénibles, ce qui explique l'espacement des albums. Avec le dessinateur Olivier Leray, Brunschwig lance la série policière Lloyd Singer, dont huit volumes sont publiés entre 2011 et 2013. Également en 2011 paraît le premier tome d'Urban, une série de science-fiction dont le quatrième volet paraît en 2017, reboot d’Urban Games, avec cette fois un dessin de Roberto Ricci, qui bénéficie d’un accueil favorable sur BD Gest.
À partir de 2015, Luc Brunschwig et Aurélien Ducoudray scénarisent Bob Morane-Renaissance, avec un dessin de Dimitri Armand. L'accueil public est positif. Néanmoins, cette reprise se conclut par un échec car le créateur initial de la série, Henri Vernes, trouve le résultat « médiocre » et critique la nouvelle version,. 
En 2017, Brunschwig assure le scénario de Jonathan Fly, album de XIII Mystery ; le dessin est signé TaDuc.

## Publications
- Angus Powderhill,  dessins Vincent Bailly ; couleurs Isabelle Cochet, Les Humanoïdes associés[17]
- L'Esprit de Warren  dessins Stéphane Servain ; couleurs Claude Guth, Delphine Rieu, Delcourt, collection Sang Froid
- Makabi, dessins Olivier Neuray ; couleurs Isabelle Cochet, Dupuis, collection Repérages
- Les Nouvelles Aventures de Mic Mac Adam (Dargaud) dessins Benn ; couleurs Color Twins
- Le Pouvoir des innocents, dessins et couleurs Laurent Hirn, Delcourt, collection Sang Froid
- Sixty Blocs (NEO) dessins Michel Crespin
- Le Sourire du clown, dessins et couleurs Laurent Hirn, Futuropolis
- Urban Games, dessins Jean-Christophe Raufflet ; couleurs Caroline Van Den Abeele, Les Humanoïdes associés[18]
- Vauriens, dessins Laurent Cagniat ; couleurs Fabrys, Claude Guth, Delcourt, collection Terres de Légendes
- Après la guerre  dessins Freddy Martin assisté d'Étienne Leroux, Futuropolis, collection 32
- Holmes, dessins Cécil, Futuropolis, collection 32
- La Mémoire dans les poches, dessins Étienne Le Roux, Futuropolis

1. Tome 1, 2006
2. Tome 2, 2009[19]
3. Tome 3, 2017[20],[21]

- Car l'enfer est ici - Le Pouvoir des innocents Cycle 2, mise en scène Laurent Hirn ; dessins et couleurs David Nouhaud, Futuropolis (5 tomes)
- Les Enfants de Jessica - Le Pouvoir des innocents Cycle 3, dessins et couleurs Laurent Hirn, Futuropolis (série en cours)
- Urban, dessins et couleurs Roberto Ricci, Futuropolis

1. Tome 1, 2011
2. Tome 2, 2013
3. Tome 3, 2014
4. Tome 4, 2017

- Bob Morane Renaissance, scénario de Luc Brunschwig et Aurélien Ducoudray, dessin de Dimitri Armand, couleurs de Hugo Facio, Le Lombard[22]

1. Les Terres rares, octobre 2015,  (ISBN 9782803633760)
2. Le Village qui n'existait pas, octobre 2016

- XIII Mystery, tome 11, Jonathan Fly,  dessins d'Olivier Taduc, 2017
- Conan le Cimmérien : La Citadelle écarlate, tome 5, scénario de Luc Brunschwig,  dessins d'Étienne Le Roux, couleurs de Hubert, Glénat, 2019
- Luminary, scénario de Luc Brunschwig, dessins et couleurs de Stéphane Perger, Glénat

1. Canicule, mai 2019,  (ISBN 9782344025543)
2. Black Power, août 2020,  (ISBN 9782344036853)
3. The No War Man, mai 2022,  (ISBN 9782344045329)

- Les frères Rubinstein[23], avec Étienne Le Roux et Loïc Chevallier (dessin) et Elvire De Cock (couleurs), Delcourt

1. Shabbat Shalom, avril 2020,  (ISBN 9782413023920)
2. Le coiffeur de Sobibor, septembre 2020,  (ISBN 9782413023906)
3. Le mariage Bensoussan, juin 2021,  (ISBN 9782413023913)
4. Les fils de Sion, juin 2022,  (ISBN 9782413043768)
5. Un pacte avec Satan, mai 2023,  (ISBN 9782413049395)
6. La ponctualité allemande, septembre 2024,  (ISBN 9782413080862)

## Récompenses
- 1996 : prix petit Robert à Quai des Bulles[24].
- 2006 : Prix Nouvelle République avec Étienne Le Roux pour La mémoire dans les poches, Futuropolis